# كارل بولا
كارل بولا (بالألمانية: Carl Oswald Bulla )‏ (و. 1855 – 1929 م) هو مصور من الإمبراطورية الروسية، بدأ مشواره المهني سنة 1875، توفي في ساريما، عن عمر يناهز 74 عاماً.

## جوائز
حصل على جوائز منها:
- وسام التاج الإيطالي [الإنجليزية]‏
- نيشان شير وخورشيد [الإنجليزية]‏
- وسام السعفات الأكاديمية
- Order of noble Bukhara  [لغات أخرى]‏
- وسام النجم القطبي الملكي السويدي.